# Ion (Plato)
De Io(n) is een van de kleinste dialogen van de Atheense filosoof Plato en heeft als onderwerp de verhouding van de goddelijke inspiratie van de dichter tot wetenschappelijke kennis. Het is waarschijnlijk een jeugdwerk van Plato.

## Deelnemers aan het gesprek
De Protagonisten zijn Socrates en Ion. Ion is een rapsode, dat wil zeggen iemand die Homerus voordroeg en uitlegde. Dit was een vaak voorkomend fenomeen in Griekenland, waar Homerus gold als bron van veel, zo niet alle, wijsheid. Dit was iets waar Plato zich zijn hele leven tegen verzet heeft. Zijns inziens had Homerus (en de traditionele Griekse mythologie) eerder een slechte invloed. De figuur Ion is vermoedelijk fictief, hoewel er een dichter genaamd Ion leefde in de 5e eeuw v.Chr die ook in Athene heeft gewerkt en de mogelijkheid dus bestaat dat het hier dezelfde Ion betreft.

## Inhoud
Op een vraag van Socrates antwoordt Ion dat hij uitsluitend competent is in Homerus' werk, niet in dat van andere dichters. Socrates zegt dit niet te kunnen begrijpen, veel dichters spreken toch over dezelfde zaken? Ion kan geen verklaring geven, maar houdt vol dat het zo is. Socrates oppert dat Ion niet gedreven wordt door kennis of kunde, maar door goddelijke inspiratie. Wat er gebeurt is dat een Muze/God via dit soort dichters spreekt. Socrates trekt een vergelijking met de werking van een magneet: deze trekt niet alleen ijzeren voorwerpen aan, maar geeft diezelfde 'aantrekkingskracht' door aan andere ijzeren voorwerpen, zodat een hele keten aan elkaar komt te hangen. Zo inspireert de Muze eerst de dichters, en via deze weer andere mensen, de rapsoden. Aanvankelijk stemt Ion hiermee in, maar omdat hij ook pretendeert Homerus verstandsmatig te kunnen interpreteren, protesteert hij toch. Maar, zegt Socrates, Homerus schrijft over de meest diverse onderwerpen, van weven tot oorlog voeren, en het is toch zo dat het de experts in die onderwerpen zijn, die daar het beste uitleg over kunnen geven? Daar is Ion het mee eens. Wat maakt dan dat jij, een rapsode, dat ook kan? Na enig verder vragen beweert Ion, om consistent te blijven, inderdaad dat hij ook expert is op het gebied van oorlogvoering. Maar dan moet je je diensten aanbieden aan het vaderland! is de ironische repliek van Socrates. Hierop geeft Ion toe dat hij geen kennis bezit, maar uitsluitend gedreven wordt door goddelijke inspiratie.

## Dwarsverbanden met andere dialogen
In het tiende boek van de Staat (Plato) (606e) schrijft Plato dat de Homerus-aanbidders van mening zijn, dat men zijn leven moet afstemmen op Homerus, immers de opvoeder van Griekenland.
In de Phaedrus (Plato) (244) belicht Plato de positieve kant van goddelijke bezetenheid.

## Datering
Ion wordt algemeen gezien als een jeugdwerk van Plato. Dit blijkt niet alleen uit de dogmatische toon van de antwoorden van Socrates, maar ook uit stilistische en taalkundige kenmerken.

## Nederlandse vertalingen
- Plato, Verzameld werk, vol. 1, Euthydemos - Ion - Menexenos - Hippias, vert. Hans Warren en Mario Molegraaf, 1994. ISBN 9789035113558
- Plato, Sokrates spreekt met Phaidros, Protagoras, Ion, vert. M.A. Schwartz, 1968 (herdrukt 1988)
- Plato, "Io", in: Verzameld werk, vol. 1, vert. Xaveer de Win, Antwerpen, Nederlandsche Boekhandel, 1965 (herdrukt 1978, 1980 en 1999)
- Plato's Ion of Over het wezen van het kunstenaarschap, vert. W.J.W. Koster, 1937

## Andere vertalingen
- (en)  Plato, "Ion", in: J.M. Cooper en D.S. Hutchinson (eds.), Complete Works, 1997, 1838 p. ISBN 9780872203495
Grondige Engelse vertaling in één band met annotaties en toelichting